# Cosenzas-Bisignanos ärkestift
Cosenzas-Bisignano ärkestift är ett stift inom Romersk-katolska kyrkan. Stiftet består av sju orter i provinsen Cosenza och inrättades på 400-talet (Cosenza) och 600-talet (Bisignano).
Den nuvarande ärkebiskopen är sedan 2015 Francescantonio Nolè O.F.M. Conv.